# Potamotrygon brachyura
Potamotrygon brachyura är en rockeart som först beskrevs av Günther 1880.  Potamotrygon brachyura ingår i släktet Potamotrygon och familjen Potamotrygonidae. IUCN kategoriserar arten globalt som otillräckligt studerad. Inga underarter finns listade i Catalogue of Life.